# أنخيل غوزمان
أنخيل غوزمان (بالإسبانية: Ángel Guzmán) هو لاعب كرة قاعدة فنزويلي، ولد في 14 ديسمبر 1981 في كاراكاس في فنزويلا.

## وصلات خارجية
- أنخيل غوزمان على موقع دوري كرة القاعدة الرئيسي (الإنجليزية)
- أنخيل غوزمان على موقعبيزبول رفرنس.كوم (الدوري الرئيسي) (الإنجليزية)
- أنخيل غوزمان على موقعبيزبول رفرنس.كوم (الدوري الثانوي) (الإنجليزية)
- أنخيل غوزمان على موقع إي إس بي إن.كوم (أم.أل.بي) (الإنجليزية)
- أنخيل غوزمان على موقع مشجعي الرسوم البيانية (الإنجليزية)